# Meta Quest (produit)

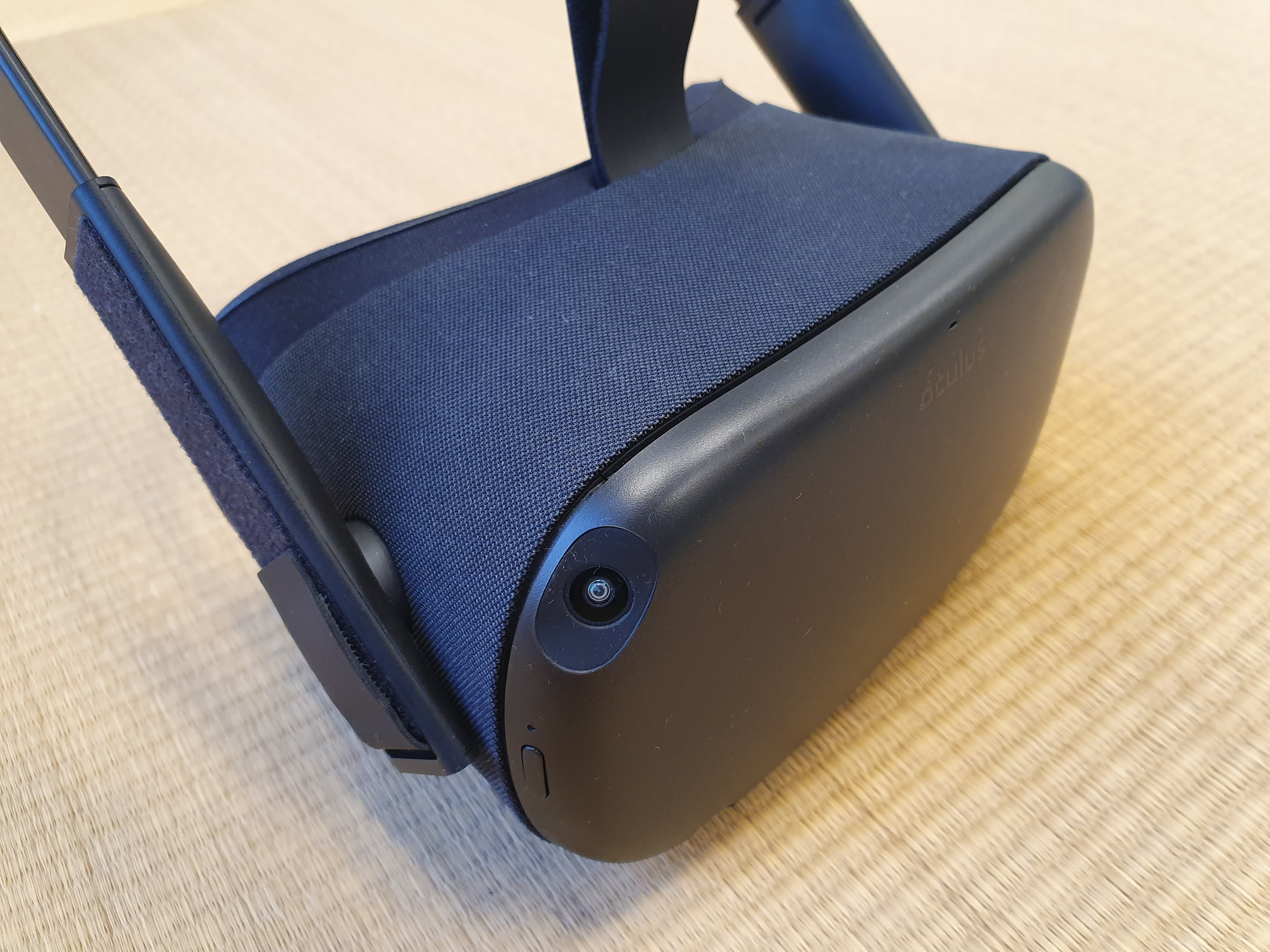
Le casque Oculus Quest.

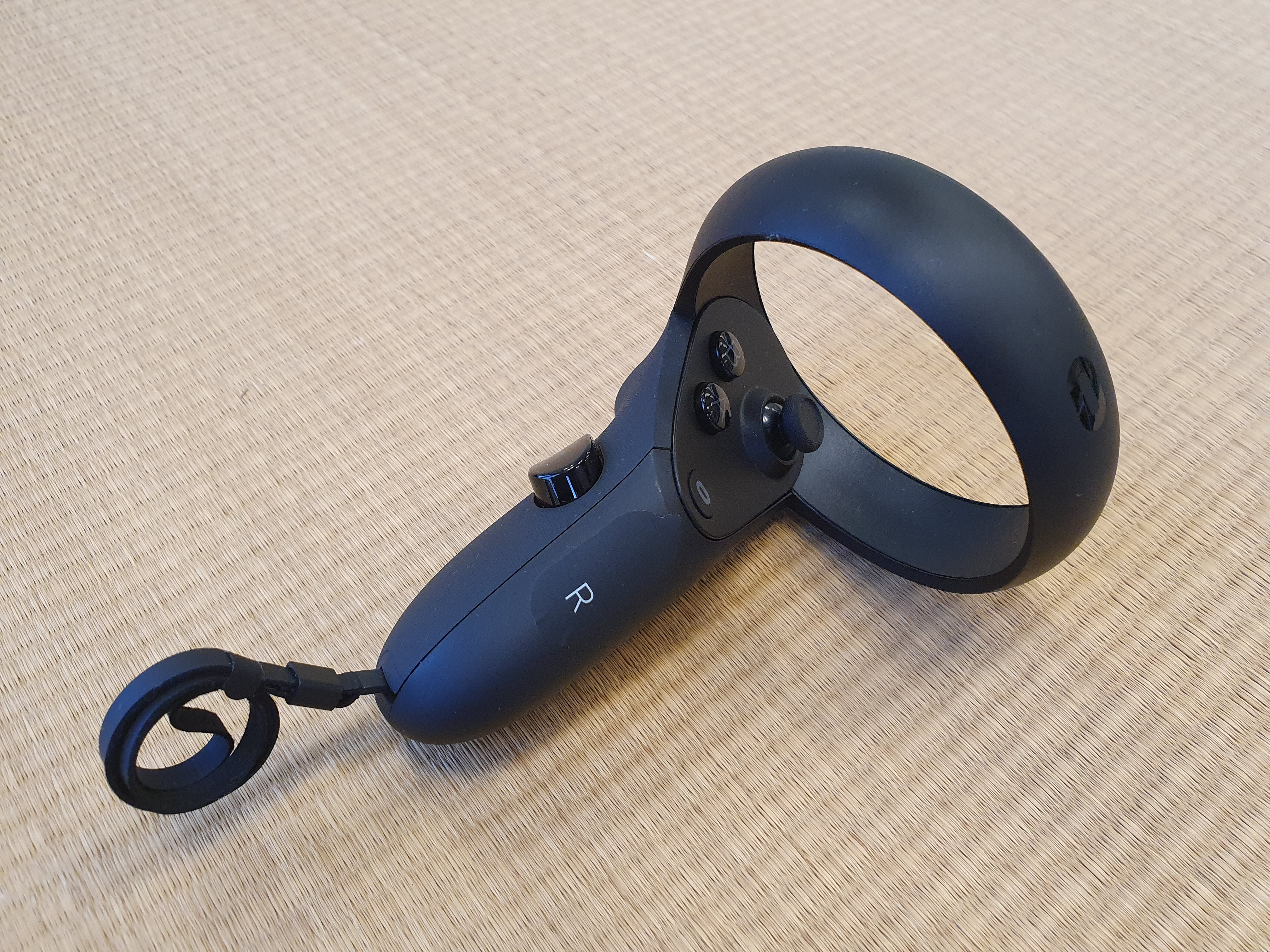
La manette droite Oculus Touch.

Oculus Quest est un casque de réalité virtuelle lancé en mai 2019 et créé par Oculus VR, une filiale de Meta (anciennement Facebook). 
L'appareil est entièrement autonome et sans fil avec deux contrôleurs Oculus Touch, au prix de 449 € pour la version 64 Go et 549 € pour la version 128 Go,.
Deux semaines après son lancement, Oculus annonce le chiffre de 5 millions de dollars de bénéfice pour l'Oculus Quest. L'Oculus Quest s'est vendu à plus de 700 000 exemplaires en 2019.
En octobre 2020, l'Oculus Quest 2 est lancé, moins cher, plus rapide, moins lourd, et avec plus de pixels mais sans écran OLED et il nécessite un compte Facebook.
En 2021, Meta décide d'intégrer des publicités sous forme de pop-up lorsqu'on cliquera sur la bannière publicitaire affichée.

## Histoire
Lors de l'édition 2016 de Oculus Connect 3, Mark Zuckerberg a révélé qu'Oculus travaillait sur une version autonome de Santa Cruz, nom de code de l'Oculus Rift,.
L'année suivante, lors de l'Oculus Connect 4, Oculus avait annoncé son intention d'envoyer des kits de développement en 2018. Ils ont également révélé les contrôleurs associés, qui seraient similaires aux contrôleurs tactiles d'Oculus Rift.
En 2018, Oculus a révélé à Connect 5 que le système coûterait 399 $ (Environ 353€) et qu'il s'appelle Oculus Quest. À la F8 2019, il a été annoncé que Quest serait expédié le 21 mai 2019.

## Matériel
L'Oculus Quest a une conception similaire à celle de l'Oculus Go, mais dispose d'une meilleure puce graphique et d'un refroidissement actif. Le casque pèse 571g par rapport au poids de l’Oculus Rift original, qui pesait 470g. L'autonomie de la batterie serait d’environ 2 à 3 heures.

### Configuration interne
L'Oculus Quest dispose d'un processeur Snapdragon 835. Et intégré un ventilateur pour un refroidissement actif, contrairement au Oculus Go qui utilise la face avant comme dissipateur thermique.

### Système optique: écran et lentilles
Oculus Quest utilise deux écrans diamantés Pentile (en) OLED, chacun avec une résolution individuelle de 1440 × 1600 et une fréquence de rafraîchissement de 72 Hz. Chaque pixel est composé de deux sous-pixels au lieu de trois pour un écran standard, ce qui peut causer un léger effet de grille (les pixels peuvent être visibles).

### Oculus Insight
Oculus Quest intègre le même système de suivi de celui utilisé dans l'Oculus Rift S, appelé Oculus Insight. Le système s'appuie sur quatre caméras infrarouges situées à chaque coin du casque pour suivre le casque ainsi que les manettes dans l'espace délimité .

### Contrôleurs Oculus Touch
Oculus Quest utilise les mêmes contrôleurs que l'Oculus Rift S, qui sont similaires aux contrôleurs Touch d'origine. Les manettes utilisent des LED infrarouges pour le Tracking. Elles disposent de deux boutons (A&B), un joystick cliquable ainsi que deux gâchettes. Des dragonnes sont attachées pour éviter aux utilisateurs de les lâcher lors d'une session mouvementée de jeu.

### Accessoires
Même si Oculus Quest est doté d'un système audio intégré, il est possible d'acheter des écouteurs intra-auriculaires officiels auprès d'Oculus,,.

## Fonctionnalités

### Compatibilité logicielle et Cross-play
Oculus a lancé le casque avec plus de 50 titres composés d’un mélange de jeux nouveaux et connus. Parmi lesquels figurent Beat Saber, VRChat, Superhot VR, Moss et Robo Recall. Certains jeux tels que Rec Room et VRChat permettent un mode multijoueur multiplateforme.

### Oculus Passthrough
Oculus Passthrough est une fonctionnalité d'Oculus Quest qui permet à l'utilisateur de voir le monde réel en noir et blanc à l'aide des caméras intégrées. Ceci est principalement utilisé comme élément de sécurité : lorsqu'un utilisateur quitte la zone de jeu définie, l'affichage passe de la réalité virtuelle à la réalité en noir et blanc.
Depuis la mise à jour de mars 2020 (v15), il est possible d'activer le Passthrough et ainsi voir l'environnement réel en tapotant deux fois sur le bord du casque.

### Oculus Guardian
Oculus Guardian est un système de protection de l'utilisateur contre son environnement, et inversement. Il permet de configurer une zone limitée d'utilisation de l'Oculus Quest en la traçant à l'aide des caméras et des manettes (Oculus Touch). Cette zone représente l'espace disponible dans l'environnement de l'utilisateur, et si une manette de rapproche de la limite de la zone, une grille rouge va s'afficher pour signaler à l'utilisateur qu'il est au bord de la zone de jeu.

### Oculus Link

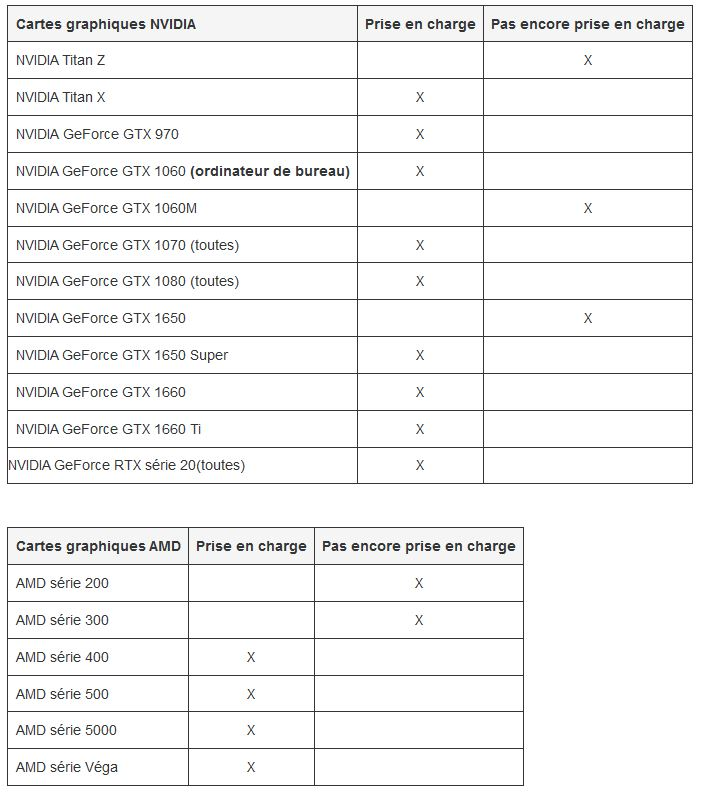
Tableau de compatibilité des cartes graphiques avec Oculus Link

La fonctionnalité Oculus Link, sortie le 18 novembre 2019, permet aux possesseurs d'Oculus Quest de jouer à tous les jeux disponibles avec un Oculus Rift S. Pour cela, il suffit à l'utilisateur de connecter son casque avec un câble USB type C 3.x et de télécharger le logiciel Oculus. Il pourra ainsi profiter des jeux disponibles sur le magasin Oculus ou sur Steam via l'application SteamVR, qui reconnaîtra le casque comme un Oculus Rift S. Le câble officiel pour Oculus Link est un câble USB type C (de chaque côté) 3.2 Gen. 1 pouvant transmettre un signal jusqu'à 5 Gb/s. Le câble n'est pas un câble basique car celui-ci est en fait composé de fibre optique, ce qui le rend très souple. Le câble est d'une longueur de 5 mètres. Attention, si la carte graphique utilisée n'est pas listée dans le tableau ci-contre, il n'est pas possible d'utiliser l'Oculus Quest car l'application empêchera toute action et toute tentative de connexion au casque.
Depuis mai 2020, il est possible d'utiliser le câble d'origine fourni avec l'Oculus Quest (un câble USB 2.0) pour jouer à des jeux VR PC, disponibles sur le Rift Store ou encore sur Steam VR.

### Hand Tracking
Le suivi des mains (hand tracking), qui permet à l'utilisateur d'utiliser ses mains à la place des manettes, est disponible depuis la mise à jour de décembre 2019 (v12). Une nouvelle mise à jour (v13) a lieu en février 2020, faisant passer la fonctionnalité de fonctionnalité expérimentale/bêta à une fonctionnalité « officielle ».